# 自由が丘
自由が丘（じゆうがおか）は、東京都目黒区の町名。現行行政区画は自由が丘一丁目から三丁目。住居表示実施済区域。また、東急電鉄の自由が丘駅を中心とする同町丁・世田谷区奥沢からなる繁華街である。

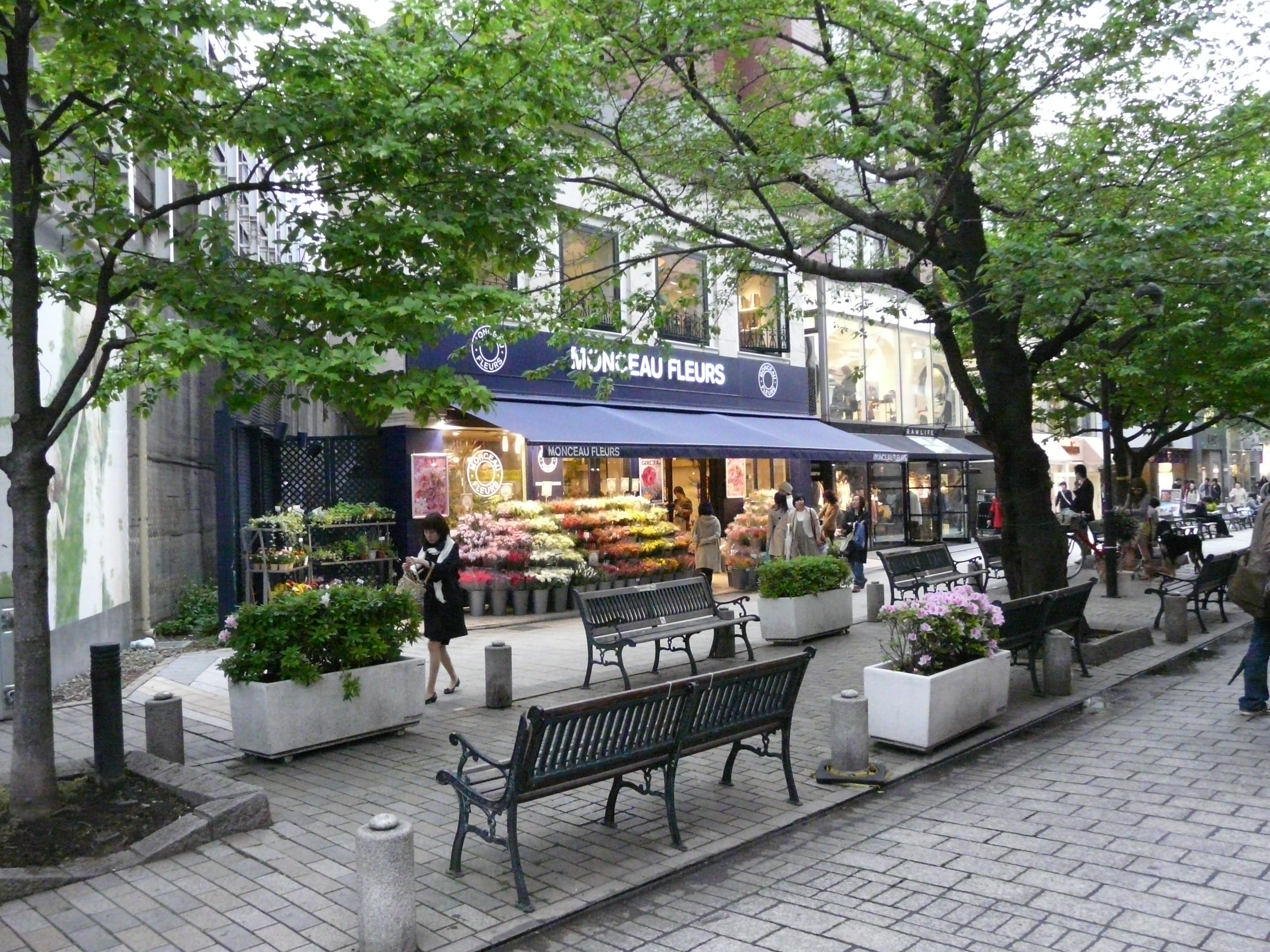
自由が丘一丁目

## 概要
鉄道の利便性が高く城南地区を代表する高級住宅街であるとともに、自由が丘周辺は遠方から訪れる人も多い繁華街で、雑誌などのアンケート調査では「住みたい街」として上位に名を連ねる。
有名パティシエが手がける洋菓子店（パティスリー）が集積したスイーツ激戦区として知られ、日本製モンブラン発祥の店も位置する。街並みはヨーロッパ的といわれており、特に女性に人気のある街という意見もある。
自由が丘駅正面口ロータリーには女神像「あおぞら」（澤田政廣作）があり、あおぞらに因んで「自由が丘女神まつり」が毎年10月に開催される。
自由通りや学園通り、すずかけ通りなど周辺道路の狭さや路上駐車等の問題、自由が丘駅で交差する東急東横線と大井町線の開かずの踏切など、抱える問題は多い。これらを解消しようと駅周辺道路の拡幅を含めた道路整備構想が進んでいる。なお、自治体や企業ではなく、地元の商店主が主体となって再開発を進めている点に、自由が丘の特色がある。

## 地理
鉄道は東急東横線と大井町線が通り、それらが交差する自由が丘駅がある。道路は地域の中央部に自由通り、北端に隣接して目黒通りが通る。
一丁目に自由が丘駅、三菱UFJ銀行自由が丘支店、みずほ銀行自由が丘支店、城南信用金庫自由が丘支店、自由が丘デパート、自由が丘東急ビル、フレル・ウィズ自由が丘、二丁目に三井住友銀行自由が丘支店、横浜銀行自由が丘支店、さわやか信用金庫自由が丘支店、Luz自由が丘、JIYUGAOKA de aoneがある。
南部の駅周辺は丘という地名ながら、周辺と比較して低地となっている。北部には丘が多いが、自由が丘の南に九品仏川があり、そこへ流れていた雨水が削っていったためである。
東は緑が丘、西は世田谷区等々力、南は世田谷区奥沢、北は八雲・中根と接する。

### 広域地名
目黒区自由が丘と世田谷区奥沢に広がる住商業地域が、一般に自由が丘地域として認識されることが多い。建物の名称としては、中根・八雲にも「自由ヶ丘」「自由が丘」を冠するものがある。

### 地価
住宅地の地価は、2025年（令和7年）1月1日の公示地価によれば、自由が丘2-18-26の地点で145万円/m2となっている。

## 歴史
江戸時代、東隣の緑が丘 (目黒区)を含むこの一帯は谷畑（やばた）と呼ばれていた。
近代の地方行政区画において、目黒区成立前は東京府荏原郡碑衾町大字衾で、近郊農村であった。1923年（大正12年）に起きた関東大震災後、東京府西部では鉄道会社などにより土地開発が進み、衾でも大地主栗山久次郎（きゅうじろう）らにより耕地整理が行なわれた 。1927年（昭和2年）8月28日に東京横浜電鉄東横線（現：東急東横線）が開通し、九品仏駅を設置。同年11月、手塚岸衛は栗山から提供された土地に、自由ヶ丘学園を建てた。欧州留学中に手塚と親しくなっていた舞踊家の石井漠も舞踊研究所を設けたほか、作家の石川達三や石坂洋次郎、画家の宮本三郎（世田谷美術館分館の宮本三郎美術館が奥沢にある）、彫刻家の澤田政廣といった多くの文化人が住むようになった。石井は衾村を「自由ケ丘」と呼んで手紙の住所に書くようになり、住民にも次第に定着した。
1929年（昭和4年）になると目黒蒲田電鉄二子玉川線（現在の東急大井町線。東京横浜電鉄を傘下に入れた）開通により九品仏浄真寺の門前に駅が開設されることになり、この新駅が九品仏駅を名乗ることになった。九品仏駅は、地名より衾（ふすま）駅に改称することとなったが、石井らが地元の要望を受けて「自由ヶ丘駅」と改称した。
自由ヶ丘学園の名称は駅名として取り入れられるだけでなく当地の通称としても定着し、1932年（昭和7年）6月に碑衾町は大字衾の7つの字（谷畑中、谷畑西、谷灰野良、谷山野、谷向下、谷権現前、谷鷺草）を統廃合して大字自由ヶ丘を新設。同年10月1日の東京市域拡張による目黒区成立時（目黒町と碑衾町が合併）に東京市目黒区自由ヶ丘となった。
『自由が丘商店街史』によると第二次世界大戦期、憲兵隊から「自由」を冠した地名を改めるよう求められたが、地元住民は応じなかった。
1965年（昭和40年）の住居表示実施時には「自由が丘」となった。翌年1966年（昭和41年）には、駅名も「自由が丘駅」に改称されている。
自由が丘は東急東横線が開通するまでは竹やぶだったが、鉄道開通後は急速に発展し、文化人や芸能人が住居を構えた。1933年に創業されたモンブラン（日本初の、モンブランを製造販売する洋菓子店）に文化人が集まったことで、「高級志向」の街といった認識をされるようになった。駅前は初め20軒ほどの商店街があるのみであったが、戦後の復興にあたって駅前広場を設置し、1956年（昭和31年）には537軒もの店が構えられるようになり、1963年には自由が丘商店街振興組合（後述）が設立された。1970年頃には町の形がほぼ整ったが、住宅街には木が多く、また、熊野神社に竹やぶの一部が残っている。

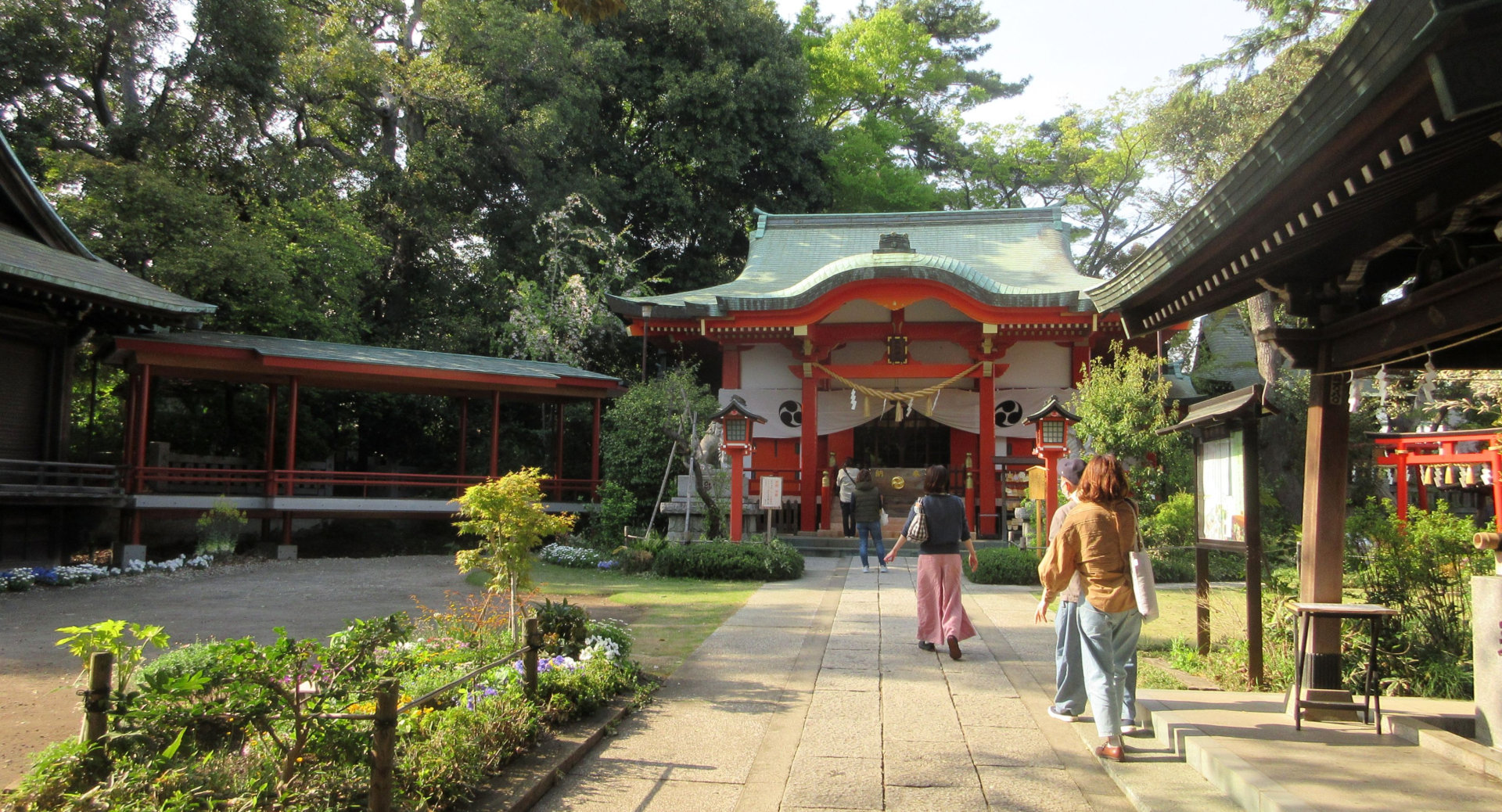
春の熊野神社

1974年に九品仏川は暗渠化され、九品仏川緑道として整備された。2000年頃からは雑誌の取り上げられ方にも変化が見え、親しみやすさや庶民派というフレーズも見られる街となってきている。

### 町名の由来
その字義通り「自由の丘」という意の瑞祥地名である。前述のように、地域内に設置された自由ヶ丘学園および、それに因んで改称された自由ヶ丘駅に因み「自由ヶ丘」となった。その後、「自由が丘」に改称された。大正、昭和初期に活躍した舞踊家の石井漠が、この地に舞踊研究所を開き、その際「自由ヶ丘」の地名を最初に名乗ったとされている。

### 町名の変遷
| 実施後         | 実施年月日   | 実施前（各町名ともその一部） |
| -------------- | ------------ | ---------------------------- |
| 自由が丘一丁目 | 1965年1月1日 | 自由ヶ丘、緑ヶ丘の一部       |
| 自由が丘二丁目 | 1965年1月1日 | 自由ヶ丘の一部               |
| 自由が丘三丁目 | 1965年1月1日 | 自由ヶ丘の一部               |

## 世帯数と人口
2025年（令和7年）3月1日現在（目黒区発表）の世帯数と人口は以下の通りである。
| 丁目           | 世帯数    | 人口    |
| -------------- | --------- | ------- |
| 自由が丘一丁目 | 1,485世帯 | 2,505人 |
| 自由が丘二丁目 | 1,488世帯 | 2,595人 |
| 自由が丘三丁目 | 1,283世帯 | 2,348人 |
| 計             | 4,256世帯 | 7,448人 |

### 人口の変遷
国勢調査による人口の推移。
| 年                 | 人口  |
| ------------------ | ----- |
| 1995年（平成7年）  | 7,111 |
| 2000年（平成12年） | 7,312 |
| 2005年（平成17年） | 7,606 |
| 2010年（平成22年） | 7,142 |
| 2015年（平成27年） | 7,599 |
| 2020年（令和2年）  | 7,702 |

### 世帯数の変遷
国勢調査による世帯数の推移。
| 年                 | 世帯数 |
| ------------------ | ------ |
| 1995年（平成7年）  | 3,554  |
| 2000年（平成12年） | 3,867  |
| 2005年（平成17年） | 3,999  |
| 2010年（平成22年） | 3,790  |
| 2015年（平成27年） | 4,084  |
| 2020年（令和2年）  | 4,154  |

## 学区
区立小・中学校に通う場合、学区は以下の通りとなる（2025年4月現在）。
| 丁目           | 番地             | 小学校               | 中学校               |
| -------------- | ---------------- | -------------------- | -------------------- |
| 自由が丘一丁目 | 1〜19番 24〜31番 | 目黒区立緑ヶ丘小学校 | 目黒区立目黒西中学校 |
| 自由が丘一丁目 | 20〜23番         | 目黒区立宮前小学校   | 目黒区立第十中学校   |
| 自由が丘二丁目 | 1〜7番 20〜23番  | 目黒区立宮前小学校   | 目黒区立第十中学校   |
| 自由が丘二丁目 | 8〜19番          | 目黒区立緑ヶ丘小学校 | 目黒区立目黒西中学校 |
| 自由が丘三丁目 | 5〜12番          | 目黒区立緑ヶ丘小学校 | 目黒区立目黒西中学校 |
| 自由が丘三丁目 | 1〜4番 13〜18番  | 目黒区立宮前小学校   | 目黒区立第十中学校   |

## 経済

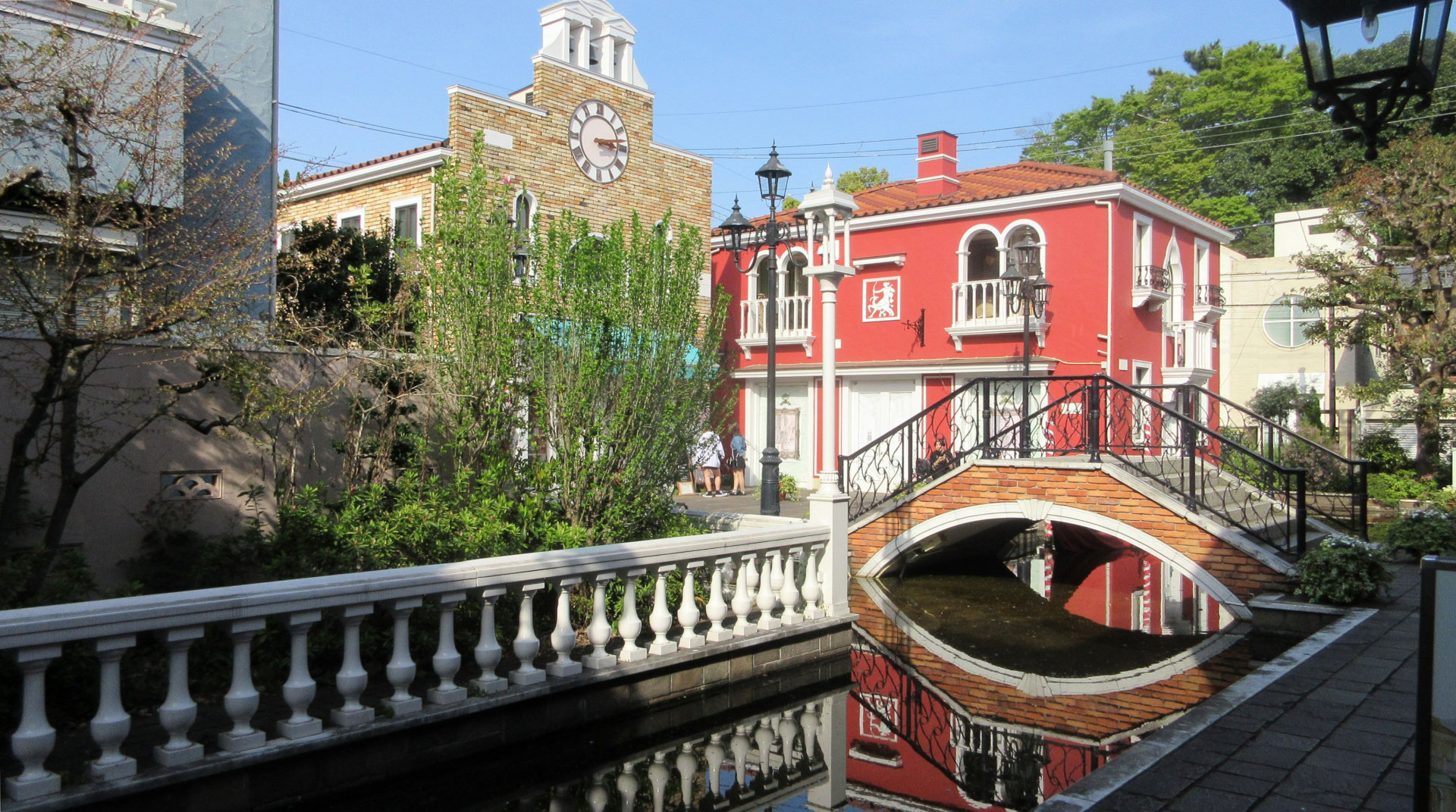
ラ・ヴィータ 自由が丘 01

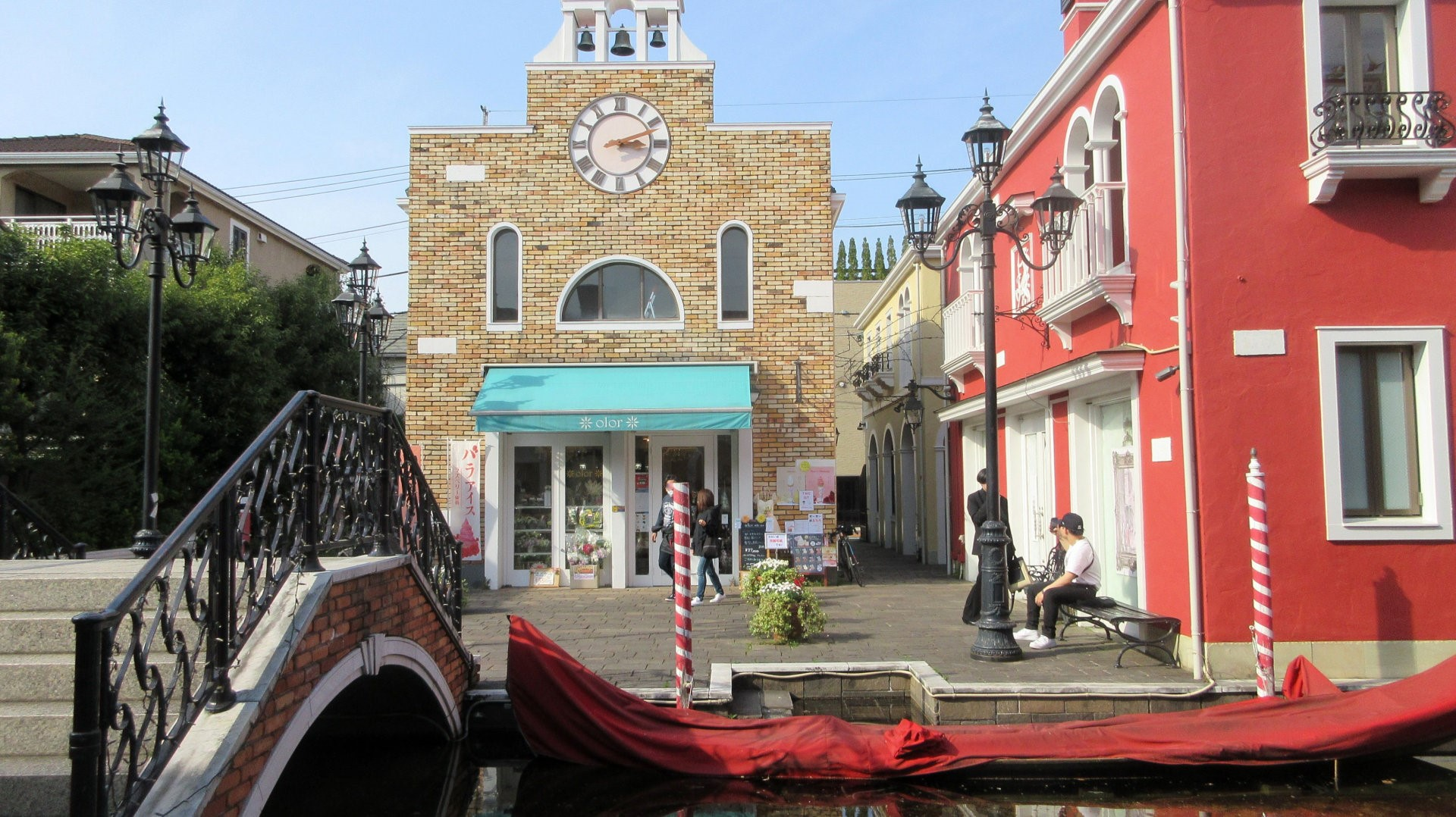
ラ・ヴィータ 自由が丘 02(手前にゴンドラ)

### 事業所
2021年（令和3年）現在の経済センサス調査による事業所数と従業員数は以下の通りである。
| 丁目           | 事業所数    | 従業員数 |
| -------------- | ----------- | -------- |
| 自由が丘一丁目 | 827事業所   | 6,194人  |
| 自由が丘二丁目 | 490事業所   | 4,659人  |
| 自由が丘三丁目 | 69事業所    | 536人    |
| 計             | 1,386事業所 | 11,389人 |

#### 事業者数の変遷
経済センサスによる事業所数の推移。
| 年                 | 事業者数 |
| ------------------ | -------- |
| 2016年（平成28年） | 1,519    |
| 2021年（令和3年）  | 1,386    |

#### 従業員数の変遷
経済センサスによる従業員数の推移。
| 年                 | 従業員数 |
| ------------------ | -------- |
| 2016年（平成28年） | 11,991   |
| 2021年（令和3年）  | 11,389   |

### 産業
店・企業
- 亀屋万年堂
- シェルガーデン　ザ・ガーデン自由が丘（2024年2月25日閉店）
- 自由が丘デパート
- 自由が丘とうきゅう
- 大丸ピーコック（2023年10月20日、JIYUGAOKA de aoneとして新装開店）

金融機関
- みずほ銀行自由が丘支店
- 三井住友銀行自由が丘支店
- 横浜銀行自由が丘支店
- さわやか信用金庫自由が丘支店
- 城南信用金庫自由が丘支店
- 三菱UFJ銀行自由が丘支店

商業施設
- トレインチ自由が丘
- 自由が丘東急プラザ
- Luz自由が丘

その他
- Youth Theatre Japan (YTJ) 自由が丘スタジオ

商業
- 栗山銀右衛門（漬物製造問屋[26]、漬物商[27][28]）

農業
- 『日本紳士録』によると、栗山姓の農業を営む人物がいる[28][29]

### 地主
『日本紳士録』によると、自由が丘の地主は、栗山姓の人物がいる。

## 交通

### 道路
- 自由通り
- 目黒通り
- マリ・クレール通り
- 緑小通り
- 学園通り
- すずかけ通り
- しらかば通り
- メイプル通り
- カトレア通り
- 女神通り

### 鉄道
- 東急東横線
- 東急大井町線

### バス
- 東急コーチ自由が丘駅（自01・02・11・12系統）
- 東急バス自由が丘駅入口 - 渋谷駅と田園調布駅を結ぶ渋11系統が通る。
- 二丁目の目黒通り沿い（八雲三丁目停留所）には、目黒駅と二子玉川駅を結ぶ黒02系統や東京駅から目黒駅を通り等々力まで運行する東98系統が通る[30]。
- また、無料巡回のコミュニティバスとして「サンクスネイチャーバス」があり、地域で回収された食用の天ぷら油を燃料として走るバスである[31][32]。このバスの燃料はVDF (Vegetable Diesel Fuel) といい、廃油をリサイクルして精製された「地球に優しいクリーンな」という触れ込みの代替燃料である[33]が、さらに改良の余地があるともされる[34]。

## 自由が丘が舞台の作品
- 肖像（木下惠介監督、1948年、松竹）
- 乳母車（田坂具隆監督、1956年11月13日公開、日活）九品仏、奥沢方面が舞台と思われる戸建ての妾宅が描かれる。
- 自由ヶ丘夫人（1961年・武田繁太郎）- この映画によりハイソサエティな街のイメージが一層広まる[16]。
- 窓ぎわのトットちゃん（1981年、黒柳徹子）
- お坊っチャマにはわかるまい!（1986年、TBS）
- デジモンフロンティア（2002年、フジテレビ）
- チェリーパイ（2006年）

## 催事
- 1月 元旦祭 - 800年以上の歴史を誇る熊野神社で行われる。目黒区の無形文化財。
- 4月 自由が丘さくら祭り - グリーンストリートで行われる。例年4月の第1金曜日に満開の桜の下で行われる花と音楽の祭典。
- 4月・5月 スプリングフェスティバル - 自由が丘駅正面口側を中心に行われる。ゲストを招いてのイベントが名物になっている。
- 5月 マリクレール祭り - 自由が丘駅南口のマリクレール通りを中心に行われる。シャンソン歌手などのコンサートが名物になっている。
- 8月 自由が丘盆踊り - 駅前ロータリーで行われる。大きな櫓が名物。
- 9月 熊野神社例大祭 - 毎年9月第一日曜日に五穀豊穣を願い開催される。自由が丘中を沢山の神輿や山車が練り歩く。
- 10月 自由が丘女神まつり - 数あるイベントの中でも最大のイベントで数十万人もの人々が集まる。メインステージは駅前に設置され、有名歌手によるコンサート、米軍音楽隊による演奏、キャラクターショー、一流スタイリストによるヘアーカットショーや有名レストランのウエイターによるギャルソンレース、バトンクラブによるパレードなどが行われ、街中に青空市も出る。
- 12月 クリスマスイベント - 駅前に飾られるクリスマスツリーの点灯式が区長出席の下で行われる。玉川小羊幼稚園の園児による聖歌をバックに、ゴスペル聖歌隊も登場する。

## 施設
- 東急東横線・大井町線自由が丘駅
- 自由ヶ丘学園高等学校
- 熊野神社
- 産業能率大学

## 自由が丘商店街振興組合
自由が丘商店街振興組合は1963年（昭和38年）11月に発足した組織。振興組合としては会員数が約1300軒と日本最大の規模で、インフォメーションセンター、ウェブサイトの運営、行政と共同での町並みの整備などの活動を行っている。また、地元のコミュニティバス「サンクスネイチャーバス」（上述『バス』節を参照）の後援・協力も行っている。
2009年より「自由が丘森林化計画」を開始し自由が丘の緑化も推進している。これは自由が丘に新しく「エコタウン」といったイメージをも付加しようという計画である。この活動では地域独自の「自由が丘エコポイント」という名称のポイントサービスや、上部にスナゴケを設置した変わった自動販売機の設置などを行っている。この自動販売機は2010年9月15日に除幕式が行われた。
これらの活動は「自由が丘の街づくりに深く関与している」と評価されている。

## 出身・ゆかりのある人物

### 学術
- 矢内原忠雄（経済学者・東京大学総長）

### 政治・経済
- 栗山久次郎（地主、農業、碑衾村長）
- 久山知之（衆議院議員） - 岡山県人で、自由が丘に居住していた。
- 引地良一（菓子店・亀屋万年堂の会長）
- 古池信三（逓信官僚） - 岐阜県人で、自由が丘に居住していた。

### 芸能・文化
- 相川七瀬（歌手）大阪出身。自由が丘在住を公表。
- 古今亭文菊（落語家）
- 藤田弓子（女優）

## その他

### 日本郵便
- 郵便番号 : 152-0035[3]（集配局 : 目黒郵便局[42]）。

## 参考サイト
- “自由が丘オフィシャルガイドウェブ”. 2013年4月19日閲覧。
- “サンクスネイチャーバス”. 2013年4月19日閲覧。